# Hoje Eu Quero Voltar Sozinho
Hoje Eu Quero Voltar Sozinho é um filme brasileiro dirigido, produzido e roteirizado por Daniel Ribeiro. Conta com a produção de Lacuna Filmes e com a distribuição no Brasil pela Vitrine Filmes e distribuição internacional pela Films Boutique. O longa-metragem estrelado por Ghilherme Lobo, Fábio Audi e Tess Amorim, estreou no dia 10 de abril de 2014. O filme é baseado no curta-metragem Eu Não Quero Voltar Sozinho, estrelado pelos mesmos atores. O filme não se trata de uma continuidade do curta, mas uma narrativa diferente e uma versão expandida da mesma história.
Em fevereiro de 2014, o filme foi vencedor do prêmio Fipresci concedido pela Federação Internacional de Críticos de Cinema. Em 18 de setembro de 2014, o filme foi o escolhido pelo Ministério da Cultura entre 18 longas brasileiros, para representar o Brasil na competição de Oscar de melhor filme estrangeiro da edição de 2015. Porém não conseguiu ficar entre os finalistas ao prêmio.
Em maio de 2015, o filme concorreu na categoria de Melhor Lançamento Limitado na 26.ª edição dos Glaad Awards, que é considerado um dos prêmios mais importantes do mundo atribuído a comunidade LGBT.

## Sinopse
A história gira em torno de Leonardo (Ghilherme Lobo), um estudante cego do ensino médio lutando pela sua independência. Ele e sua melhor amiga Giovanna (Tess Amorim) estão discutindo à beira da piscina o fato de ambos nunca terem beijado alguém. Léo está especialmente angustiado por querer que seu primeiro beijo seja especial, mas não acredita que alguém queira beijá-lo. No fim da tarde, Giovanna guia Léo até sua casa, algo que ela faz regularmente, apesar de sua casa ficar duas quadras na direção oposta. Léo entra em casa e sua mãe expressa preocupação com sua pele queimada pelo sol, questionando também a ideia de deixar o garoto sozinho em casa enquanto os pais estão fora. Léo insiste que ficará bem, e sua mãe concorda, sob certas condições. Após as férias de verão, Léo e Giovanna voltam à escola e seu colega de classe Fábio (Pedro Carvalho) faz piada com o barulho que a máquina de escrever de Léo faz. Quando a professora pede a Fábio para sentar-se na cardeira vazia atrás de Léo, Fábio se recusa, argumentando que ele terá que ajudar Léo constantemente enquanto ficar lá, além de não poder se concentrar na aula graças ao "tec-tec" da máquina. Fábio é mandado para a diretoria e um novo aluno chamado Gabriel (Fábio Audi) entra na sala e toma o lugar vazio atrás de Léo.
Giovanna logo manifesta interesse em Gabriel, mas fica consternada quando Karina, que flerta com todos, começa a persegui-lo. Léo e Giovanna fazem amizade com Gabriel e ele se junta a dupla em sua jornada a pé para casa. Certo dia, Léo vai para casa sozinho com uma bengala, e Fábio e seus amigos zombam dele, fazendo movimentos em torno de sua cabeça, que Léo não pode ver. Ele tropeça e cai, mas logo se levanta e rapidamente os deixa, zangado. Ele chega em casa muito mais tarde do que o habitual, deixando seus pais preocupados. Léo expressa sua irritação com a natureza protetora de ambos, explicando que ele não quer ser tratado de forma diferente por causa de sua deficiência. Mais tarde, Léo expressa seu interesse em estudar no exterior para Giovanna, de modo a deixar para trás o tipo de vida que leva em sua casa. Os dois vão a uma agência de intercâmbio para obter mais informações, mas primeiro a atendente informa que ela deve falar com os responsáveis legais (com os quais Léo não falou sobre seu interesse em intercâmbio). Léo e Gabriel vão na casa de Giovanna e no fim do dia, Gabriel insiste em levar Léo de volta, já que o caminho para sua casa também é caminho para a casa de Léo. Giovanna fica visivelmente frustrada, mas concorda. No dia seguinte, um projeto na escola requer pares do mesmo sexo, e, desta forma, os garotos formam dupla, em detrimento de Giovanna. Com a garota ocupada com seu trabalho, os dois vão almoçar juntos, e Gabriel se sente envergonhado por fazer perguntas sobre vídeos da internet e idas ao cinema ao se dar conta de que Léo não pode fazer devido a sua cegueira. Entretanto, Leonardo manifesta interesse em ir ao cinema e e ambos vão ver um filme, com Gabriel sussurrando os acontecimentos o tempo todo.
Na casa de Léo, enquanto trabalham no projeto, o garoto tenta ensinar braille para Gabriel, que acha impossível aprender. Gabriel diz que um eclipse lunar vai acontecer naquela noite, e novamente se frustra ao lembrar que Léo não pode ver. Mesmo assim, os meninos saem de madrugada para conferir o evento, e Gabriel tenta explicar como o fenômeno funciona, usando pedras em sua explicação. No caminho para casa, Gabriel percebe que esqueceu seu casaco na casa de Léo e pede que o amigo o leve para escola no dia seguinte. Léo concorda; entretanto, naquela noite, ele cheira a peça de roupa, coloca em si mesmo e se masturba antes de dormir. No dia seguinte, a agência de intercâmbio liga para Léo falando de uma agência norte-americana especializada em alunos cegos, mas eles ainda precisam da aprovação dos pais do estudante. Léo mente, dizendo que seus pais estão viajando. Gabriel passa a guiar Léo todos os dias até sua casa no lugar de Giovanna, que se enfurece, especialmente ao saber que os dois foram ao cinema e que certo dia foram para casa sem ela. Os garotos a esperam no dia seguinte, mas ela os ignora e vai embora sozinha. Léo finalmente confessa seu interesse de viajar ao exterior para seus pais e eles desaprovam tal ato, em caráter definitivo. Pouco depois, a sós, o pai aborda Léo, questionando os reais motivos desta viagem, e os dois se entendem. Alguns alunos da escola são convidados para uma festa na casa de Karina. Gabriel, que atuaria como DJ, consegue convencer Léo a ir também. Giovanna evita Léo, ainda com raiva, e fica bêbada com Gabriel, confessando que sente que foi substituída na vida de Léo e que o garoto não iria mais sentir sua falta se fosse embora para o exterior — assunto de que Gabriel ainda não sabia. Giovanna beija Gabriel, mas ele não retribui. Enquanto isso, Léo relutantemente se une a um jogo do beijo, que trata de girar uma garrafa para formar pares. Quando esta aponta para Léo, Fábio rapidamente agarra o cão de Karina para tentar fazer Léo beijar o animal ao invés de uma pessoa de verdade. Giovanna, vendo a cena, arrasta Léo para fora da festa, e ele, sem saber de nada, fica irritado com isso. Giovanna se enfurece e vai embora deixando Léo sozinho. Em seguida, Gabriel insiste em levá-lo embora, mas Léo se enfurece, já que foi Gabriel quem o levou para festa, além de dizer que ninguém quer deixá-lo beijar alguém. Diante disso, Gabriel o beija e sai rapidamente.
A escola vai em uma viagem de acampamento, e Léo senta-se sozinho no ônibus, uma vez que Gabriel está ao lado de Karina. Gabriel se aproxima de Léo no parque do acampamento e admite que estava tão bêbado que não se lembra de nada da festa de Karina, incluindo o beijo, que Léo não cita. À tarde, os alunos se juntam na piscina e Fábio caçoa de Gabriel por ajudar Léo a passar protetor solar. Os outros colegas saem e deixam Léo e Gabriel sozinhos, e os dois vão para o vestiário tomar banho, também sozinhos. Gabriel se oferece para ajudar Léo até o chuveiro; Léo incialmente se recusa a tirar o short para tomar banho mas tira após entrar no chuveiro, o que provoca uma ereção em Gabriel, que sai do chuveiro e fica visivelmente constrangido. Naquela noite, Giovanna e Léo reatam a amizade e resolvem beber juntos com um amigo de classe. Léo confessa para Giovanna que está apaixonado por Gabriel. A garota demonstra-se cética no início, mas depois lhe dá apoio quando eles retornam da excursão. Gabriel visita Léo em sua casa, e quando Léo pergunta se ele ficou com Karina, Gabriel admite que ela tentou, mas que ele recusou por já gostar de outra pessoa. Ele também confessa que está apaixonado por Léo e que, na verdade, se lembra do beijo depois da festa, mas que tem dúvidas sobre a reação de Léo a estes sentimentos. Léo responde beijando Gabriel. Algum tempo depois, os dois apresentam o seu projeto escolar e vão para casa com Giovanna. Fábio zomba da aparência homossexual do relacionamento dos garotos, não sabendo a verdade, e Léo tira a mão do braço do Gabriel e segura a do garoto, o que gera tanto choque quanto desapontamento Fábio que é caçoado pelos amigos.

## Elenco
| Ator/Atriz        | Personagem       |
| ----------------- | ---------------- |
| Ghilherme Lobo    | Leonardo         |
| Fábio Audi        | Gabriel          |
| Tess Amorim       | Giovana          |
| Selma Egrei       | Maria            |
| Eucir de Souza    | Carlos           |
| Isabela Guasco    | Karina           |
| Júlio Machado     | Professor Rubens |
| Victor Filgueiras | Guilherme        |
| Pedro Carvalho    | Fabio            |
| Guga Auricchio    | Carlinhos        |
| Naruna Costa      | Professora Ana   |
| Lúcia Romano      | Laura            |
| Matheus Abreu     | William          |

## Produção
Em dezembro de 2012 o twitter oficial do curta anunciou que o longa metragem, baseado em Eu Não Quero Voltar Sozinho, chamado "Todas as Coisas Mais Simples" já estava em produção, após mais de dois anos de captação de recursos e preparação do roteiro. De fato, o elenco já está completo, os ensaios já haviam começados e a previsão preliminar era a de que o filme estreasse em 2014.
Em 10 de setembro de 2013 foi anunciado pelo diretor Daniel Ribeiro que o título "Todas as Coisas Mais Simples" era  provisório, pois além de muito genérico era desconectado do curta. E depois de muita discussão e debate em torno de um novo nome, chegaram a um título que reflete tanto as mudanças ocorridas no filme quanto nos conflitos de Leonardo. E então foi anunciado o novo título: Hoje Eu Quero Voltar Sozinho.

## Trilha sonora
A trilha sonora do longa conta com músicas tanto internacionais quantos nacionais, entre elas:
- Belle & Sebastian - "There's Too Much Love"
- Cícero - "Vagalumes Cegos"
- Arvo Pärt - "Spiegel im Spiegel"
- Franz Schubert - "Piano Trio in E flat, op. 100 (Second movement)"
- Marvin Gaye - "Let's Get It On"
- David Bowie - "Modern Love"
- The National - "Start a War"
- Homemade Blockbuster - "Dance Moves"
- Dom La Nena - "Start a War" (The National Cover)
- Tatá Aeroplano e Juliano Polimeno - "Beijo Roubado em Segredo"
- Marcelo Camelo e Mallu Magalhães - "Janta"

## Lançamento
Hoje Eu Quero Voltar Sozinho teve sua primeira exibição pública na mais importante mostra paralela do Festival de Berlim, denominada Mostra Panorama, que aconteceu entre os dias 6 de 16 de fevereiro de 2014. Foi escolhido o melhor filme da mostra, recebendo o prêmio da Fipresci (Federação Internacional de Críticos de Cinema) por tal. Dentro do mesmo festival, ganhou o prêmio Teddy, direcionado a obras LGBT que promovam igualdade e tolerância na sociedade.
Após a boa recepção obtida com público e crítica no Festival de Berlim, Hoje Eu Quero Voltar Sozinho teve seus direitos de distribuição vendidos para catorze países, incluindo Alemanha, Itália, México, Colômbia, Suíça e Austrália. Na França, a distribuidora Pyramide o lançou em julho de 2014. Nos Estados Unidos, a distribuidora responsável pelo lançamento será a Strand Releasing, que pretende colocá-lo no circuito comercial em 7 de novembro de 2014, primeiramente em salas de Nova Iorque e São Francisco, depois em mais 30 cidades. No Reino Unido, a obra será distribuída pela Peccadillo Pictures, que deve levá-lá aos cinemas em novembro do mesmo ano. No dia 10 de março de 2018, o filme foi lançado no Japão.
Hoje Eu Quero Voltar Sozinho foi colocado à venda em formato digital na loja iTunes Store no final de junho de 2014.

### Home video
Hoje Eu Quero Voltar Sozinho foi lançado no Brasil em formato DVD no final de julho de 2014, numa edição com encarte simples contendo somente o disco com o filme. A produtora Lacuna Filmes, numa iniciativa de combate à pirataria, optou por colocá-lo no mercado primeiramente nesta versão, mais barata, de forma a evitar que os consumidores baixassem o longa-metragem na internet ou comprassem uma cópia ilegal em camelôs. Uma edição mais completa, bem como a versão em Blu-ray disc, deve ser lançada no final de 2014.

## Recepção

### Bilheteria
Hoje Eu Quero Voltar Sozinho estreou em 33 salas de cinema de dezoito cidades do país, com um público de mais de 33 mil espectadores, tornando-se o quinto filme mais visto da semana, com arrecadação de R$ 421 mil. Em sua segunda semana em cartaz, teve seu número de salas expandido para 54, com exibição em 32 cidades, somando um total de 87 mil espectadores e faturamento de mais de R$ 1 milhão. Em sua quarta semana, aproximadamente 167 mil pessoas já haviam visto o longa-metragem.
Várias datas de estreia em outros países foram agendadas no decorrer de 2014. A bilheteria internacional do filme somava, até o final de setembro do mesmo ano, cerca de US$ 1,06 milhão.

### Crítica

#### Nacional
Hoje Eu Quero Voltar Sozinho foi recebido com comentários positivos da crítica especializada. Bruno Carmelo, do website AdoroCinema, atribuiu-lhe uma nota 3,5 em 5 e afirmou: "O filme é certamente simples em suas pretensões artísticas, mas consegue fazer um belo tratado de afetos, sejam eles entre dois garotos, entre um amigo e sua amiga ou entre os pais e os filhos." Alysson Oliveira, em crítica veiculada no portal de notícias G1, destacou o amadurecimento da história transposta do curta-metragem para o longa, elogiando os três atores protagonistas — os quais "não apenas estão maiores fisicamente, como mais conhecedores de seus personagens". Daniel Feix, do jornal Zero Hora, elogiou a direção de Ribeiro e a representação de Ghilherme Lobo, porém questinou o "final feliz" de todos os personagens, algo descrito por ele como "um tanto irreal".
No site de entretenimento Omelete, Bruna Amaral deu ao filme 4 "ovos" numa escala até 5, observando que "Leo sofre bullying dos colegas mais pela cegueira do que por qualquer outra coisa. As brincadeiras de mau gosto, no entanto, nem chegam perto do que adolescentes gays de verdade enfrentam. Em algum momento, o espectador talvez se questione sobre essa suposta falta de contundência, mas não é nada que diminua ou prejudique a delicadeza e a força da narrativa". De forma similar, Matheus Pichonelli, da revista CartaCapital, salienta que a obra  mostra adolescentes lidando com os "dilemas universais" dessa faixa etária (ciúme, timidez, superproteção dos pais) tendo a questão da sexualidade como algo paralelo, sem o peso do racismo, da violência contra homossexuais, ou do machismo vigentes na atualidade. Ele conclui que a mensagem positiva do filme pode representar um novo tipo de mundo, não utópico, mas completamente possível.
Isabela Boscov, escrevendo para a revista Veja, afirmou que os diálogos poderiam ter sido melhor escritos, porém o fato de o filme não "levantar nenhuma bandeira" e de mostrar-se um "retrato simples, honesto e delicado" da vida de seus personagens, torna-o "irretocável". Pablo Villaça, do site Cinema em Cena, descreveu o filme como "tocante de uma maneira simples e sem jamais apelar para o melodrama", elogiando sua construção narrativa, seu design de produção e o desempenho de todo o elenco. Em sua avaliação, Rubens Ewald Filho considerou que prolongar o curta-metragem num longa completo fez a história "perder parte de seu encanto", destacando também a ausência de conflitos que dessem maior força ao enredo. Porém, ele observou que este era um bom início de carreira para Ribeiro.
Suzana Uchôa Itiberê, da revista Preview, sentiu que "é no retrato da descoberta da sexualidade que o diretor refuta a mesmice", destacando que o amor floresce naturalmente em Leonardo, não pela atração física, mas sim pela afinidade inexplicável que sente por Gabriel. Luiz Carlos Merten, em artigo publicado no jornal O Estado de S. Paulo, chamou Hoje Eu Quero Voltar Sozinho de "um belo filme", citando os mesmos pontos apontados por Itiberê, especialmente a sutil descoberta da sexualidade numa pessoa cega. Ecoando os demais críticos, Paulo Camargo, do jornal A Gazeta do Povo, destacou a atuação de Ghilherme Lobo como um garoto cego, chamando-a de "impressionante". João Carlos Sampaio, do jornal A Tarde, acredita que mesmo partindo "de um ponto de vista urbano, classe média, muito à vontade com as senhas do público jovem" esta é "uma obra capaz de extrapolar nichos de público e se comunicar mesmo com plateias maduras".

#### Estrangeira
Hoje Eu Quero Voltar Sozinho recebeu comentários positivos de críticos dos Estados Unidos. O agregador de revisões Rotten Tomatoes, baseado em 34 opiniões, relata que 91% dos críticos fizeram uma resenha positiva do longa-metragem, apresentando uma pontuação média de 7,3/10. O consenso do site diz: "Compassivo, emocionalmente detalhado, e povoado de personagens ressonantes, Hoje Eu Quero Voltar Sozinho deixa uma calidez duradoura". O site Metacritic, numa escala de 0 a 100, lhe atribui uma nota 73, baseado em 13 resenhas — indicando "opiniões geralmente favoráveis". Boyd van Hoeij, escrevendo para o site The Hollywood Reporter, destacou: "[Daniel] Ribeiro concretizou o projeto de uma forma impressionante em uma narrativa completa, não só com conflitos acrescentados e uma galeria de personagens convincentes, mas também com o enfoque totalmente novo na busca da liberdade de um protagonista cego".
Chris Hernandez, da revista Next Magazine, destacou a naturalidade com que a paixão de Leonardo por outro garoto é retratada. Para o crítico, este é um reflexo de uma maior aceitação que os relacionamentos homossexuais estão tendo atualmente na sociedade. Jay Weissberg, da revista Variety, apontou algumas falhas no roteiro, como o comportamento excessivamente zeloso dos pais de Leonardo, parecendo que o garoto está "cego há apenas alguns anos, em vez de toda a sua vida". Entretanto, ele também observou o impacto que o filme pode ter sobre jovens que tenham dúvidas sobre assumir sua sexualidade.
O filme também obteve atenção da mídia mexicana durante sua exibição no Festival Internacional de Cinema de Guadalajara. Orianna Calderón, em uma análise publicada no site oficial do festival, destacou que o relacionamento de Leonardo e Gabriel é "retratado com ternura e tensão, mas sempre de uma forma muito contida". Ela sentiu que as ações dos personagens poderiam ter se desenrolado com maior profundidade, sem a utilização de "recursos óbvios". A equipe de redação da revista Rolling Stone México, analisando os longa-metragens apresentados no evento supracitado, descreve Hoje Eu Quero Voltar Sozinho como doce, "quase pegajoso", destacando a leveza com que Ribeiro conduz a história — o que facilita a criação de empatia com o espectador.
Na França, os comentários sobre o filme foram, em sua maioria, favoráveis. Mathieu Macheret, escrevendo para o jornal Le Monde, salienta que a homossexualidade não é usada para denunciar intolerância social ou mesmo religiosa, mas sim como uma parte dos dilemas da vida do protagonista, como sua dependência de outras pessoas e sua insegurança consigo mesmo. Em matéria publicada no jornal 20 Minutes, afirma-se que Ribeiro explora questões sexuais e de independência com "notável delicadeza", recomendando o filme "vivamente" ao público. Xavier Leherpeur, da revista sobre cinema Studio Ciné Live, descreve a obra como "charmosa, comunicativa e revigorante", dando-lhe 4 de 5 estrelas.

### Principais prêmios e indicações
| Ano  | Prêmio/Festival                                                     | Categoria                                                    | Resultado | Ref.          |
| ---- | ------------------------------------------------------------------- | ------------------------------------------------------------ | --------- | ------------- |
| 2014 | Festival de Berlim                                                  | FIPRESCI Prize - Melhor Filme da mostra Panorama             | Venceu    | [ 46 ] [ 47 ] |
| 2014 | Festival de Berlim                                                  | Teddy Award - Melhor Filme com temática LGBT                 | Venceu    | [ 46 ] [ 47 ] |
| 2014 | Festival de Berlim                                                  | Melhor Filme - Prêmio do Público                             | 2.º lugar | [ 47 ] [ 48 ] |
| 2014 | Festival Internacional de Cinema de Guadalajara                     | Melhor Filme - Prêmio do Público                             | Venceu    | [ 46 ] [ 49 ] |
| 2014 | Honolulu Rainbow Film Festival                                      | Jack Law Award                                               | Venceu    | [ 46 ]        |
| 2014 | OutFest - Los Angeles Internacional LGBT Film Festival              | Melhor filme dramático                                       | Venceu    | [ 46 ] [ 50 ] |
| 2014 | OutFest - Los Angeles Internacional LGBT Film Festival              | Melhor Longa Narrativo                                       | Venceu    | [ 46 ]        |
| 2014 | Torino International Gay & Lesbian Film Festival                    | Melhor Filme - Prêmio do Público                             | Venceu    | [ 46 ]        |
| 2014 | NewFest - New York Lesbian and Gay Film Festival                    | Melhor Filme                                                 | Venceu    | [ 46 ]        |
| 2014 | Frameline - San Francisco International Lesbian & Gay Film Festival | Melhor Filme                                                 | Venceu    | [ 46 ]        |
| 2014 | Skip City International D-Cinema Festival                           | Melhor Roteiro                                               | Venceu    | [ 46 ]        |
| 2014 | Peace & Love Film Festival                                          | Melhor Filme - Prêmio do júri                                | Venceu    | [ 51 ]        |
| 2014 | Peace & Love Film Festival                                          | Melhor Filme - Prêmio do Público                             | Venceu    | [ 51 ]        |
| 2014 | Damn These Heels - Salt Lake City International LGBT Film Festival  | Melhor Filme                                                 | Venceu    | [ 46 ]        |
| 2014 | Prêmio Quem de Cinema                                               | Melhor Diretor (Daniel Ribeiro)                              | Venceu    | [ 52 ]        |
| 2014 | Prêmio Quem de Cinema                                               | Melhor Ator (Ghilherme Lobo)                                 | Venceu    | [ 52 ]        |
| 2014 | Carrousel International du Film                                     | Melhor Filme - 13 anos ou mais                               | Venceu    | [ 46 ]        |
| 2014 | Rochester ImageOut                                                  | Melhor Filme - Ficção                                        | Venceu    | [ 46 ]        |
| 2014 | Seattle Queer Film Festival                                         | Melhor Filme - Prêmio do Público                             | Venceu    | [ 46 ]        |
| 2014 | Huelva Latin American Film Festival                                 | El Colón de Plata - Melhor Diretor (Daniel Ribeiro)          | Venceu    | [ 46 ]        |
| 2014 | Outflix Film Festival                                               | Melhor Filme Internacional                                   | Venceu    | [ 46 ]        |
| 2014 | Mezipatra Queer Film Festival                                       | Menção Honrosa                                               | Venceu    | [ 46 ]        |
| 2014 | Trinidad+Tobago Film Festival                                       | BPTT Youth Jury Prize                                        | Venceu    | [ 53 ]        |
| 2014 | Reel Q - Pittsburgh International LGBT Festival                     | Men's Favourite Feature                                      | Venceu    | [ 54 ]        |
| 2014 | Ljubljana LGBT Film Festival                                        | Pink Dragon Audience Award                                   | Venceu    | [ 55 ]        |
| 2014 | For Rainbow – Festival de Cinema e Cultura da Diversidade Sexual    | Melhor Ator (Ghilherme Lobo)                                 | Venceu    | [ 56 ]        |
| 2014 | For Rainbow – Festival de Cinema e Cultura da Diversidade Sexual    | Melhor Ator (Fabio Audi)                                     | Venceu    | [ 56 ]        |
| 2014 | For Rainbow – Festival de Cinema e Cultura da Diversidade Sexual    | Melhor Filme - Prêmio do Público                             | Venceu    | [ 56 ]        |
| 2014 | For Rainbow – Festival de Cinema e Cultura da Diversidade Sexual    | Melhor Direção de Arte (Olivia Helena Sanches)               | Venceu    | [ 56 ]        |
| 2014 | Mostra de Cinema de Gostoso                                         | Melhor Longa-Metragem - Prêmio do Público                    | Venceu    | [ 57 ]        |
| 2014 | Prêmio Governador do Estado de São Paulo                            | Melhor Direção (Daniel Ribeiro)                              | Venceu    | [ 58 ]        |
| 2014 | 11.º Prêmio Fiesp/Sesi-SP de Cinema                                 | Melhor Direção (Daniel Ribeiro)                              | Venceu    | [ 59 ]        |
| 2014 | Athens International Film Festival                                  | Melhor Filme - Prêmio do Público                             | Venceu    | [ 46 ]        |
| 2014 | Athens International Film Festival                                  | Melhor Filme                                                 | Indicado  | [ 46 ]        |
| 2014 | Festival Internacional de Cinema de San Sebastián                   | Sebastiane Latino                                            | Indicado  | [ 46 ]        |
| 2014 | Molodist - Festival Internacional deCinema de Kiev                  | Sunny Bunny - Melhor Filme LGBTQ                             | Indicado  | [ 46 ]        |
| 2015 | GLAAD Media Awards                                                  | Melhor Lançamento Limitado                                   | Indicado  | [ 46 ]        |
| 2015 | Troféu APCA                                                         | Melhor Ator (Ghilherme Lobo)                                 | Venceu    | [ 46 ] [ 60 ] |
| 2015 | Festival Sesc Melhores Filmes                                       | Melhor Filme - Prêmio do júri                                | Venceu    | [ 46 ]        |
| 2015 | Festival Sesc Melhores Filmes                                       | Melhor Diretor (Daniel Ribeiro) - Prêmio do júri             | Venceu    | [ 46 ]        |
| 2015 | Festival Sesc Melhores Filmes                                       | Melhor Roteiro (Daniel Ribeiro) - Prêmio do júri             | Venceu    | [ 46 ]        |
| 2015 | Festival Sesc Melhores Filmes                                       | Melhor Ator (Ghilherme Lobo) - Prêmio do Público             | Venceu    | [ 46 ]        |
| 2015 | Grande Prêmio do Cinema Brasileiro                                  | Melhor Filme - Prêmio do público                             | Venceu    | [ 46 ]        |
| 2015 | Grande Prêmio do Cinema Brasileiro                                  | Melhor Filme Ficção                                          | Venceu    | [ 46 ]        |
| 2015 | Grande Prêmio do Cinema Brasileiro                                  | Melhor Diretor (Daniel Ribeiro)                              | Indicado  | [ 46 ]        |
| 2015 | Grande Prêmio do Cinema Brasileiro                                  | Melhor Roteiro Original (Daniel Ribeiro)                     | Indicado  | [ 46 ]        |
| 2015 | Grande Prêmio do Cinema Brasileiro                                  | Melhor Montagem Ficção (Cristian Chinen) - Prêmio do Público | Indicado  | [ 46 ]        |